# Rafał Kalinowski
Rafał Kalinowski, właśc. Józef Kalinowski (ur. 1 września 1835 w Wilnie, zm. 15 listopada 1907 w Wadowicach) – polski duchowny rzymskokatolicki, karmelita bosy, przeor karmelickich klasztorów w Czernej i Wadowicach; inżynier, oficer armii Imperium Rosyjskiego w stopniu porucznika, powstaniec styczniowy, sybirak, nauczyciel, wychowawca, święty Kościoła katolickiego.
Ukończywszy wojskową Mikołajewską Szkołę Inżynieryjną w Petersburgu z tytułem inżyniera i stopniem porucznika, pracował wpierw jako wykładowca akademicki, a następnie przy budowie kolei na linii Odessa – Kursk i jako wojskowy w Brześciu Litewskim. Gdy wybuchło powstanie styczniowe, zrezygnował z pracy w rosyjskim wojsku w obawie przed otrzymaniem rozkazu walki przeciwko rodakom. Mimo iż był przeciwny wszczynaniu powstania styczniowego, włączył się w nie i objął stanowisko ministra wojny w litewskich władzach powstańczych. Pod koniec 1863 roku przekonał się o beznadziejności sprawy i zaniechał działań.
W marcu 1864 roku został aresztowany i skazany na karę śmierci, ale wyrok zmieniono na katorgę na Syberii. Trafił do Usoli, gdzie pracował w warzelni soli. Po ogłoszeniu częściowej amnestii przeniósł się do Irkucka i podjął się pracy nauczyciela domowego. Na zesłaniu przekonał się o swoim powołaniu zakonnym. W 1874 roku został zwolniony z wygnania. Powróciwszy do Polski, Kalinowski był wychowawcą księcia Augusta Czartoryskiego, późniejszego salezjanina i błogosławionego.
W 1877 wstąpił do zakonu karmelitańskiego, miał 42 lata. Po złożeniu pierwszych ślubów i odbyciu studiów teologicznych, przyjął święcenia kapłańskie w dniu 15 stycznia 1882 roku. Trzykrotnie sprawował funkcję przeora klasztoru w Czernej, tyleż razy był przełożonym klasztoru w Wadowicach. Spędził w zakonie 30 lat. Zmarł 15 listopada 1907 roku w Wadowicach. Jan Paweł II kanonizował go 17 listopada 1991 roku w Rzymie.

## Życiorys

### Pochodzenie i młodość
Józef Kalinowski urodził się 1 września 1835 roku w Wilnie i został ochrzczony 9 września w kościele parafialnym św. Jana. Był synem Andrzeja Kalinowskiego (1805–1878), nauczyciela gimnazjalnego, oraz Józefy z Połońskich. Wywodził się z drobnej szlachty pieczętującej się herbem Kalinowa I. Matka zmarła kilka dni po jego narodzinach; jego ojciec ożenił się z jej siostrą Wiktorią i to właśnie ona zajmowała się wychowywaniem dziecka. Zmarła po kilku latach małżeństwa i wówczas Andrzej Kalinowski ożenił się po raz trzeci z Zofią z Puttkammerów, córką Maryli Wereszczakówny, charakteryzującą się głęboką pobożnością. Józef Kalinowski miał jednego rodzonego brata i kilkoro przyrodniego rodzeństwa. Wychowywaniem dzieci zajęła się krewna Połońskich, Klementyna Szaniawska. Majątek rodziny – wsie Kalinowice i Kalinówka – został skonfiskowany po klęsce Napoleona w Rosji.

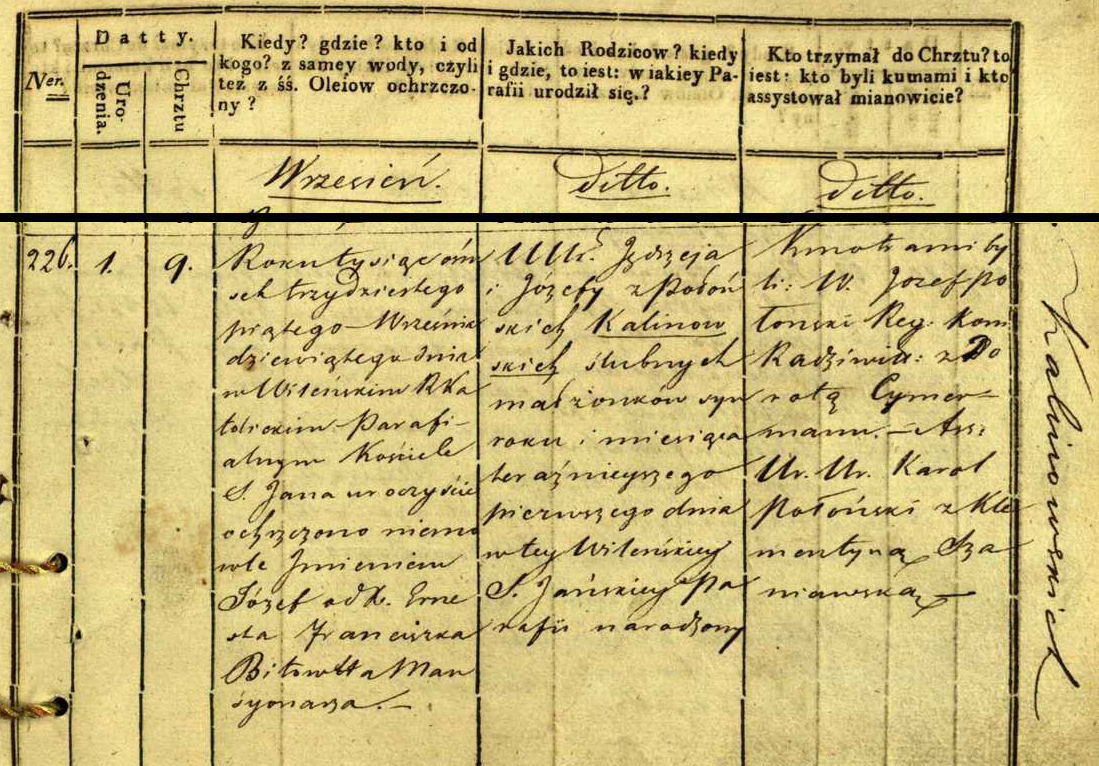
Akt urodzenia Józefa Kalinowskiego (wileńska parafia św. Jana, 226/1835)

W latach 1843–1850 Kalinowski uczył się w Instytucie Szlacheckim w Wilnie, gdzie uczył jego ojciec, nadto w latach 1852–1857 był dyrektorem tejże placówki. Była to elitarna szkoła z internatem, z rosyjskim i francuskim językiem wykładowym, przeznaczona dla polskiej, litewskiej, żmudzkiej, niemieckiej i rosyjskiej młodzieży ze szlacheckich i zamożnych rodzin. Polscy nauczyciele „zaznajamiali uczniów ze sprawami ojczyzny” poza oficjalnym programem nauczania, do tego dochodziło samokształcenie w zakresie języka polskiego, polskiej historii i lektura polskich pisarzy. Józef Kalinowski interesował się szczególnie przedmiotami ścisłymi i był jednym z najlepszych uczniów w historii Instytutu (jego nazwisko wyryto z tej przyczyny na tablicy marmurowej zamieszczonej na ścianie budynku szkoły). Po skończeniu szkoły miał możliwość wstąpienia na służbę wojskową i kontynuowania studiów, jednak ojciec nie zgodził się wyjazd synów Wiktora i Józefa do Rosji.
Od 1850 roku Kalinowski kształcił się w Instytucie Agronomicznym w Horach-Horkach koło Orszy; zdobyta tam wiedza miała mu umożliwić zarządzanie majątkiem rodziny. Początkowo mieszkali wraz z bratem w domach okolicznych wieśniaków lub mieszczan, a na drugim roku wynajęli stancję u jednego z profesorów. Oprócz przedmiotów ogólnych, zgłębiali zagadnienia takie jak: botanika, ogrodnictwo, pszczelarstwo, czy zoologia; Józef jednak w ogóle nie czuł zapału do tego kierunku studiów. Bracia Kalinowscy angażowali się w działalność koła studenckiego. Brak styczności z osobami duchownymi czy jakiegokolwiek ośrodka duchowości sprawiał, że życie religijne studentów podupadało. W 1852 roku Kalinowski za zgodą ojca zrezygnował ze studiowania rolnictwa.
Na początku 1853 roku Kalinowski wyjechał do Petersburga, przez pół roku przygotowywał się do podjęcia studiów, a następnie podjął dalszą naukę w Mikołajewskiej Szkole Inżynieryjnej, w której uczyło się dużo Polaków (początkowo zamierzał wstąpić do Szkoły Dróg i Mostów, ale nie został przyjęty z powodu braku miejsc). Program nauczania był przesycony problematyką militarną, w szkole panowała ostra dyscyplina wojskowa (Kalinowski znosił ją z wielkim trudem, jednego razu otrzymał trzy dni aresztu), a młodsi studenci musieli usługiwać starszym, co jednak nie dotyczyło Kalinowskiego, gdyż został on przydzielony do starszego rocznika. Podobnie jak na wcześniejszych etapach edukacji, największe zdolności i zainteresowania wykazywał w kierunku przedmiotów teoretycznych, technicznych i inżynierskich. Słabiej radził sobie z musztrą i fechtunkiem. Ukończywszy ją w 1855 roku ze stopniem „nadzwyczaj celującym”, zdobył tytuł zawodowy i stopień inżyniera-podchorążego, po czym kontynuował studia na tejże uczelni, w wyższych klasach, zwanych Akademią Inżynierii Wojskowej. Otrzymał wówczas od uczelni propozycję wzięcia udziału w obronie oblężonego Sewastopola, ale nie skorzystał z niej. Gdy Anglicy zagrażali Petersburgowi od Bałtyku, wraz z innymi uczniami szkoły sypał szańce na wyspie Kronsztad, u ujścia Newy. Udzielał korepetycji (był asystentem) z matematyki oraz mechaniki budowlanej.

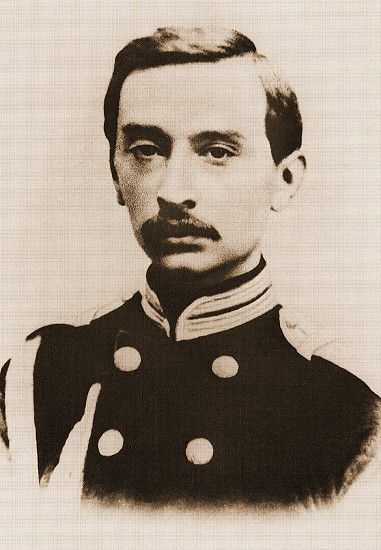
Józef Kalinowski, oficer rosyjskiego wojska

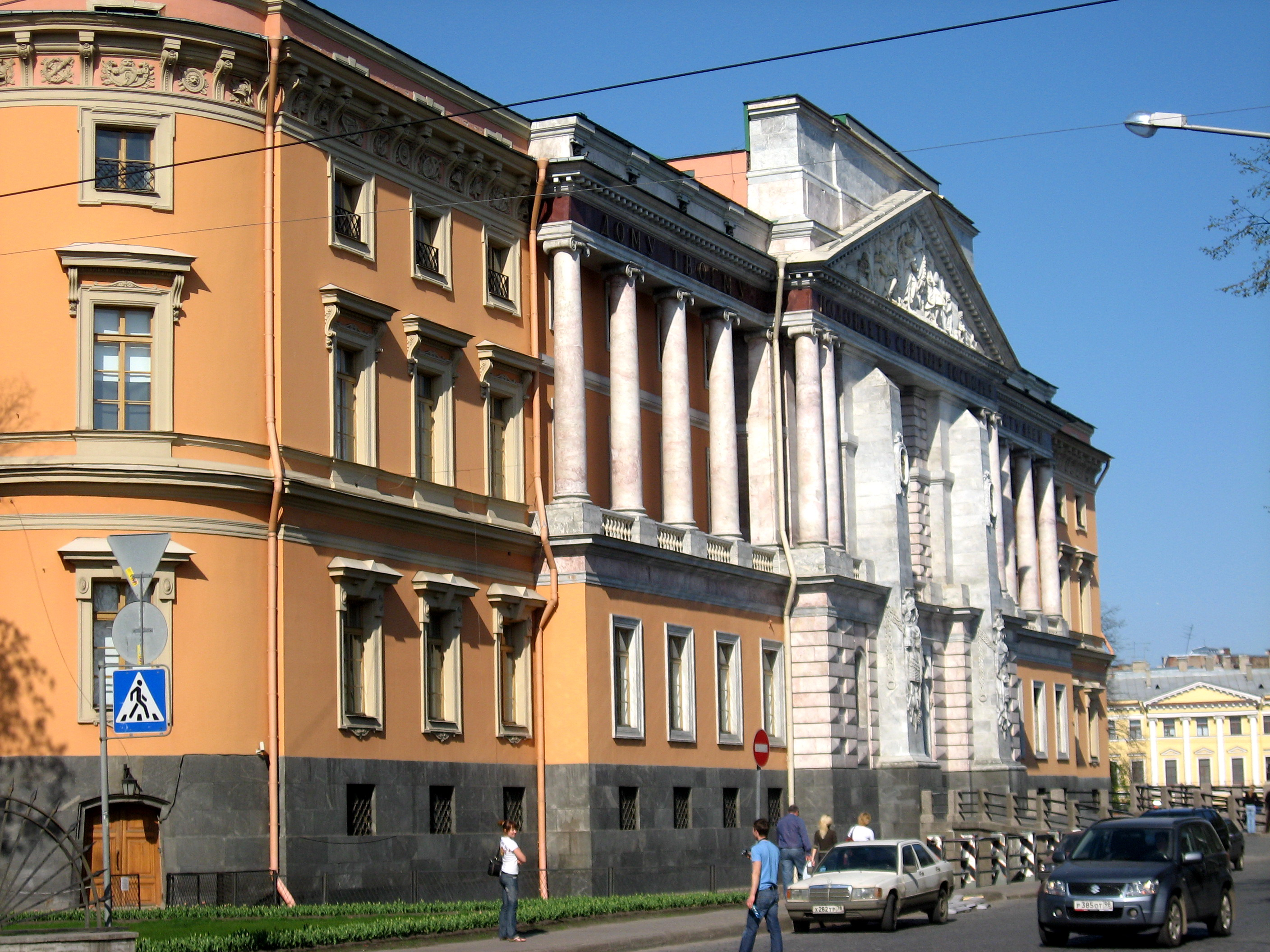
Tu w Petersburgu mieściła się wojskowa uczelnia, gdzie studiował młody Józef

4 lipca 1856 roku otrzymał awans na podporucznika i przeniesienie do oddziału praktycznego Akademii. 23 czerwca 1857 roku został adiunktem matematyki na Akademii, a 5 lipca został awansowany na porucznika, a tym samym wszedł do służby czynnej w Korpusie Inżynierskim Akademii i został stałym wykładowcą tejże uczelni. Nie odczuwał jednak zapału do pracy dydaktycznej i szczegółowych badań naukowych. W wolnych chwilach podejmował własne próby literackie, pisał poetyckie utwory satyryczne o środowisku petersburskim, ale zaprzestał ich, kiedy usłyszał pochwały pod swoim adresem za swoje wiersze i porady, aby kontynuował pisanie ich. Dużo czasu poświęcał na czytanie, głównie w języku angielskim, ale również francuskim. W okresie wakacji wyjeżdżał na wieś, gdzie pracował jako nauczyciel domowy, np. u generała Zurowa (uczył jego krewnych).
14 kwietnia 1859 roku Józef Kalinowski zrezygnował z pracy w Mikołajewskiej Akademii Inżynierii Wojskowej i wkrótce zatrudnił się w prywatnym przedsiębiorstwie budowy kolei żelaznej na stanowisku technika odcinkowego; do jego zadań należały badania orograficzne i szukanie miejsc najodpowiedniejszych do wytyczenia trasy kolejowej na linii Odessa – Kursk. Pod koniec 1859 roku Kalinowski powrócił do Petersburga i wiosną 1860, pracując w biurze Towarzystwa Kolei Żelaznych, opracowywał zebrane dane, ale wkrótce budowa linii kolejowej została wstrzymana. Kilka następnych miesięcy spędził w Wilnie i w Studzionkach koło Nieświeża, u swojego brata Wiktora. Wrócił na początku sierpnia i postanowił poświęcić się wojskowej służbie inżynierskiej. 13 października otrzymał przydział w Komendzie Inżynierskiej do twierdzy w Brześciu Litewskim, przybył tam 7 listopada i pozostał tam przez kolejne dwa lata. Do jego obowiązków należało rozbudowywanie fortyfikacji i stawianie budynków pomocniczych, np. prochowni. Otworzył też niedzielną szkółkę dla młodzieży.
Choć Kalinowski wyniósł z domu wiarę katolicką, w czasie studiów zaniechał przystępowania do sakramentów i jedynie od czasu do czasu wysłuchiwał Mszy świętych. Choć dalej wierzył w Boga i był przekonany o wyższości cywilizacji chrześcijańskiej nad innymi, zobojętniał religijnie, uznał się za sceptyka i popadł w duchowy marazm. Wiadomo jednak, że od czasu do czasu chodził do Kościoła, przebywając u Zurowów próbował nawrócić rosyjskiego arystokratę wyznającego islam, zapoznawał się z pobożnymi lekturami, np. Wyznaniami św. Augustyna, a w 1859 roku uczestniczył w rekolekcjach wielkopostnych. Przeżywał rozterki w kwestii tego, jaką drogę życiową powinien objąć i czy powinien wstąpić w związek małżeński. Praca zawodowa zostawiała mu dużo czasu wolnego; nie stronił od życia towarzyskiego i teatru. Jednakże w okresie pracy przy budowie kolei żelaznej powrócił do modlitwy i nie zaniechał już jej nigdy, ale jeszcze nie przystępował do sakramentów.

## Życie prywatne

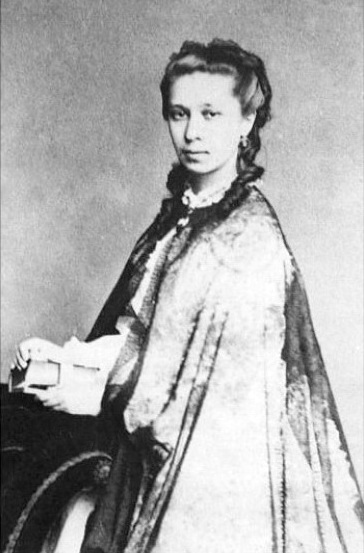
Maria Gruszecka, siostra Celiny

Wakacje Józef spędzał z rodziną w Musiczach w majątku dziadka Józefa Połońskiego. Z rodziną i sąsiadami często urządzano wspólne wycieczki, spacery, polowania, grzybobrania, jeżdżono konno. Tam jego brat Wiktor Kalinowski zakochał się w swej przyszłej żonie Marii Gruszeckiej ze Studzionek, jego brat Karol poznał Martynę i Sabinę (kolejne swe żony), a Józef Kalinowski zakochał się w Celinie Gruszeckiej (siostra jego bratowej, Marii Gruszeckiej). Był to okres pod koniec jego nauki w Petersburgu (1853–1856). Celina, z którą on bardzo głęboko się zaprzyjaźnił, była osobą bliską jego ideałowi i oni byli związani emocjonalnie.
Podczas wakacji 1861 roku wyjechał na leczenie do Ciechocinka. Tam spotkał się z Ludwiką z Drewnockih Młocką, przyjaciółką i krewną Marii Gruszeckiej. Ludwika Młocka starała się swatać Józefa z Celiną Gruszecką. Ale plany matrymonialne, mimo dużego wzajemnego zainteresowania spełzły na niczym, gdyż Józef nie posiadał stałego zajęcia zawodowego, zapewniającego utrzymanie rodziny. Chociaż Józef był nawet gotów kupić ziemię w okolicach Studzionek i zająć się pracą na roli. Matka dziewczyny, podobnie jak żona jego brata Wiktora, była przeciwna małżeństwu. Józef długo żywił sympatię do Celiny, przyciągały go jej uroda i dobroć. Wkrótce jednak wydano ją za mąż za Adama Domańskiego, jednego z największych właścicieli ziemskich powiatu Słuckiego. Ale po roku szczęśliwego małżeństwa, niespodziewanie dla wszystkich, ona zachorowała i zmarła. Józef nigdy jej nie zapomniał, wspominał o niej w listach z wygnania i często się za nią modlił.

### Powstanie styczniowe
Gdy polskie ziemie w latach 1861–1862 ogarnęła fala demonstracji patriotyczno-religijnych, Kalinowski dystansował się od nich i uznawał za „pobożność sentymentalną”. Spotkawszy się w Warszawie z Piotrem Kobylańskim, przyszłym członkiem Rządu Narodowego, uznał go za skrajnego demagoga, prawdopodobnie stąd też zraził się do stronnictwa czerwonych i nie angażował się głęboko w konspirację, choć bywał na tajnych zebraniach. Krytycznie oceniał też liczenie na interwencję państw zachodnich w polskiej sprawie i ogólnie był przeciwny wszczynaniu powstania. Wiedząc, że powstanie wybuchnie i obawiając się, że brzeska forteca zostanie wykorzystana w działaniach wojennych przeciwko powstańcom, postanowił opuścić wojsko rosyjskie i ponownie zatrudnić się przy budowie kolei.
Gdy wybuchło powstanie styczniowe, Józef Kalinowski przebywał w Brześciu Litewskim. Jedynie przez przypadek nie musiał ruszyć do walki zbrojnej przeciwko rodakom biorącym udział w powstaniu. W obawie przed wezwaniem do walki z powstańcami, Kalinowski, będący oficerem carskiej armii w stopniu kapitana, złożył dymisję z wojska i otrzymał ją 17 maja 1863 roku. Przebywając w Warszawie dostarczył władzom powstańczym plany twierdz rosyjskich i otrzymał od Józefa Gałęzowskiego propozycję objęcia stanowiska wykonawczego w litewskich władzach powstańczych. Pod koniec maja udał się do Wilna i choć krytycznie oceniał tych, którzy wzniecili powstanie styczniowe, objął Wydział Wojny w Wydziale Wykonawczym na Litwie z zastrzeżeniem, że nie będzie prowadził propagandy rewolucyjnej i nie będzie organizował rewolucyjnego odłamu powstania. Zajmował się jedynie militarną stroną powstania, organizował siły zbrojne na Litwie, ale sam nie brał udziału w walkach. Nie zgodził się też na wydawanie i wykonywanie na szeroką skalę wyroków śmierci. Jednocześnie podjął pracę w charakterze nauczyciela gimnazjalnego, uczył miernictwa.
Gdy znalazł się na Litwie, Kalinowski zorientował się, że powstańcze siły zbrojne są nieliczne, niezdyscyplinowane, rozproszone i słabo uzbrojone, dowódcy partii powstańczych działają w pojedynkę, kontakt z nimi jest bardzo trudny, próby dostarczenia broni z Prus Wschodnich nie dają rezultatów, a do tego wszystkiego informacje na temat walczących nie były pewne. Wiele decyzji wojskowych w ogóle nie docierało do powstańców. W raporcie dla Wydziału Wojny Rządu Narodowego uznał sprawę powstania zbrojnego na Litwie za beznadziejną, toteż sprzeciwiał się rozszerzaniu działań zbrojnych, gdyż pociągnęłoby to za sobą jedynie daremne ofiary. Wkrótce też pozostali członkowie Wydziału Wykonawczego zostali aresztowani. W grudniu 1863 roku Kalinowski zwrócił się do kierownika litewskich władz powstańczych o powiadomienie Rządu Narodowego w Warszawie, że powstanie na Litwie upadło i polecił zaprzestanie dostarczania broni w celu zminimalizowania rosyjskich akcji represyjnych. Zaniechał też jakichkolwiek działań.
15 sierpnia 1863 roku, spełniając obietnicę daną 14-letniej siostrze, po raz pierwszy od 9 lat przystąpił do sakramentu spowiedzi. Od tamtej chwili codziennie uczestniczył we Mszy świętej, odbywał cotygodniową spowiedź i zainteresował się teologią. Niedługo potem po raz pierwszy powziął zamiar wstąpienia do zakonu (kapucynów), lecz plany te musiał porzucić zaangażowawszy się w konspirację powstańczą. W latach 70. XIX wieku w liście do swej macochy Zofii Kalinowskiej, która boleśnie przeżywała zobojętnienie religijne swojego pasierba, pisał z zesłania, że to między innymi jej zawdzięcza swoje nawrócenie.
W nocy z 24 na 25 marca 1864 roku Kalinowski został aresztowany w mieszkaniu rodziców i poddany śledztwu. Wpadł, gdyż jeden z Polaków zaangażowanych we władze powstańcze wyjawił w rosyjskim więzieniu informacje na jego temat współpracownikowi kierownika władz powstańczych na Litwie, który to współpracownik był na usługach Rosjan. Kalinowski początkowo wypierał się uczestnictwa w powstaniu styczniowym, ale w obawie, że to przyczyni się do zintensyfikowania śledztwa w jego najbliższym otoczeniu i przyniesie jego towarzyszom groźne następstwa, postanowił przyznać się i wziąć jak najwięcej winy na siebie, więc 9 kwietnia 1864 roku złożył zeznania, ale podawał nazwiska tylko tych, którzy już zostali aresztowani albo opuścili Litwę. 28 maja stanął przed sądem wojennym i przyznał się do winy, ale wskazał na tę okoliczność łagodzącą, że już w grudniu 1863 roku dążył do ograniczenia działań powstańczych. 2 czerwca 1864 roku zapadł wyrok śmierci, ale dzięki staraniom i koneksjom rodziny poddano go rewizji, i 2 lipca tegoż roku orzeczono wyrok 10-letniej katorgi wraz z pozbawieniem szlachectwa i przywilejów stanu. Na złagodzenie wyroku rzekomo wpłynął również list, jaki Kalinowski wysłał do Murawiewa-Wieszatiela, i który wywarł duże wrażenie na generale-gubernatorze wileńskim; ów dał się nadto przekonać, że wykonanie wyroku śmierci na osobie uważanej za świętą uczyni ją męczennikiem w oczach Polaków.

### Zesłanie

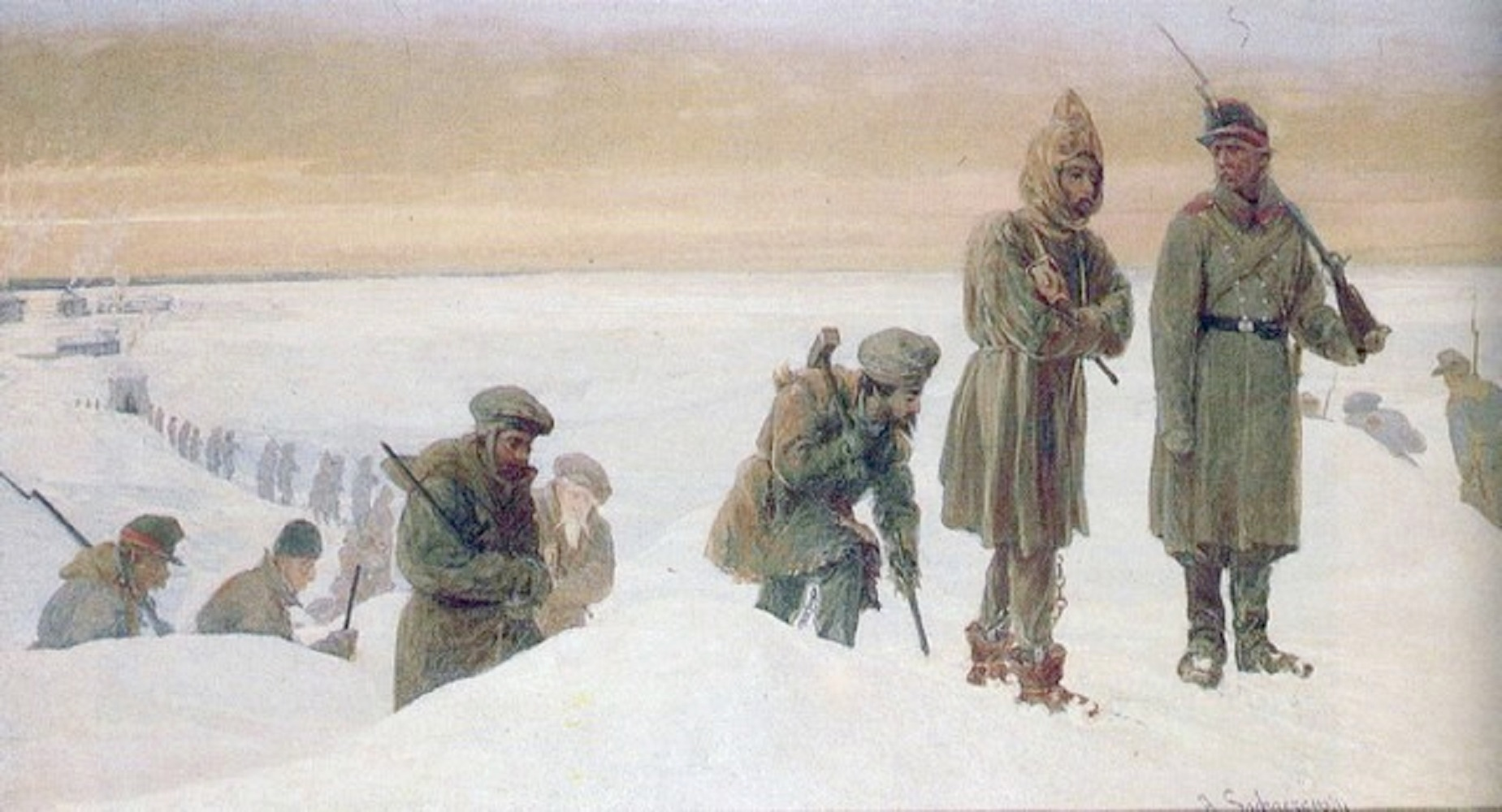
Aleksander Sochaczewski, Poranek. Józef Kalinowski drugi od prawej, obok rosyjskiego strażnika

11 lipca 1864 roku Kalinowski opuścił Wilno i przybył do Irkucka na wiosnę 1865 tuż przed Wielkanocą. Droga na zesłanie wiodła przez Petersburg, Moskwę, Niżny Nowogród, Kazań, Perm, Tobolsk, Tomsk i Krasnojarsk. W Irkucku zesłańcy byli kierowani do punktów docelowych zesłania; Kalinowski był przekonany, że trafi do kopalni srebra w Nerczyńsku, ale irkucki gubernator dał mu możliwość wybrania miejsca zesłania, i przyszły święty ostatecznie znalazł się w Usoli. Znajdowała się tam grupa kilkudziesięciu Polaków, w tym jego towarzysze z Litwy, Jakub Gieysztor i Aleksander Oskierko. W czasie katorgi pracował w warzelni soli i przy uprawie warzyw. Praca, wymagająca dużych sił fizycznych, polegała na wyciąganiu osadów mineralnych z kotłów, w których krystalizowała się sól. Mieszkał w koszarach i musiał zakładać kajdany, gdy opuszczał wyspę. W zesłańczym samorządzie rozrastającej się i liczącej kilkaset osób zbiorowości pełnił funkcję sędziego.
Na zesłaniu Kalinowski coraz mocniej utwierdzał się w przekonaniu, że powinien wstąpić w stan duchowny. Prowadził ascetyczne życie, cały czas w miarę możliwości pogłębiał swoją wiedzę religijną, zwiększała się też jego żarliwość religijna, co zadziwiało jego współtowarzyszy, nieprzyzwyczajonych do stykania się z wysoce rozwiniętą pobożnością u osób świeckich, a zwłaszcza młodych mężczyzn. W wolnym czasie uczył dzieci zesłańców katechezy i przedmiotów ścisłych. Gromadził i czytał książki poświęcone teologii.
Po ogłoszeniu amnestii z dni 25 maja i 17 lipca 1868 roku został zwolniony z ciężkich robót, ale musiał pozostać na wygnaniu i osiedlić się w guberni irkuckiej; Kalinowski wybrał Irkuck – w mieście tym był polski kościół – i przybył tam 10 sierpnia. Pracował tam jako nauczyciel i korepetytor. Przyjaźnił się z polskimi zesłańcami, m.in. z Benedyktem Dybowskim, ale coraz bardziej tęsknił do kraju i liczył na skrócenie czasu zesłania. Czynione przez niego samego i rodzinę zabiegi początkowo nie dawały rezultatów, ale otrzymał pozwolenie na osiedlenie się w Carewie i przejechanie po drodze przez Perm; 24 sierpnia 1872 roku opuścił Irkuck i udał się do Permu z intencją pozostania w tym mieście, zamieszkał na plebanii i pracował jako nauczyciel domowy dla rodziny Diegielewów.
W lipcu 1873 roku otrzymał pozwolenie na kilkutygodniową wizytę na rodzinnej Litwie (przedłużoną później do dwóch miesięcy); odwiedził brata w Studzionach oraz resztę niewidzianej od 9 lat rodziny, podówczas mieszkającej w Hrozowie na Mińszczyźnie. Wracając z urlopu, zatrzymał się w Smoleńsku i oczekiwał na wyniki interwencji podjętej w swojej sprawie przez Artura Niepokojczyckiego, który był krewnym żony brata; starania w celu zwolnienia Kalinowskiego czynił również książę Eugeniusz Lubomirski, który wcześniej zaproponował przyszłemu świętemu wychowywanie i kształcenie swoich dzieci (Kalinowski, nie wiedząc jeszcze, jaki będzie jego los, musiał odmówić). Podobnie jak i wcześniej, podjął pracę guwernera i mieszkał na okolicznej plebanii, ale obawiając się braku możliwości realizacji planów wstąpienia w stan duchowny, dokształcał się w zakresie inżynierii, m.in. czytając dzieła dotyczące budowy portów. 2 lutego 1874 roku otrzymał ukaz zwalniający go z wygnania, ale nie dający prawa do zamieszkania na rodzinnej Litwie, jedynie w Królestwie Polskim. Kalinowski udał się do Warszawy i od kwietnia do września mieszkał u przyrodniego brata Gabriela w mieszkaniu na Krakowskim Przedmieściu.

### Wychowawstwo
Zamieszkawszy w Warszawie, Kalinowski początkowo zwlekał z podjęciem pracy w charakterze nauczyciela w obawie, że utrudni mu to realizację powołania zakonnego, i poprzestawał na zajęciach dorywczych, np. redagował „Gazetę Rolniczą”. W końcu jednak, polecony przez przyjaciela z zesłania księciu Władysławowi Czartoryskiemu, otrzymał propozycję zajęcia się kształceniem jego syna, Augusta; propozycję przyjął. 20 września 1874 roku Kalinowski przybył do Sieniawy i spotkał się tam z Czartoryskimi. Wbrew spodziewaniom księcia Władysława Czartoryskiego, Kalinowski nie wpajał jego potomkowi wiedzy i umiejętności potrzebnych w przyszłości politykowi i mężowi stanu, ale wrażliwość religijną. Czartoryski nie wyrażał otwarcie sprzeciwu wobec takiego stanu rzeczy, ale Kalinowski mimo to zastanawiał się czy nie wyjechać do Permu i skorzystać z propozycji objęcie obowiązków guwernera dla jednej z tamtejszych rodzin, lecz w końcu pozostał w obawie, aby ktoś inny nie zmarnował zainteresowań religijnych Augusta Czartoryskiego.
Pod koniec października 1874 roku Czartoryscy i Kalinowski ruszyli w Europę, zwiedzili Paryż, Wiedeń, Strasburg, Genuę, Mediolan i Wenecję. Gdy byli w Paryżu, Kalinowski starał się izolować młodego Czartoryskiego od osób z otoczenia Hotelu Lambert, zabierał go ze sobą do paryskich kościołów, wspólnie odmawiali modlitwy poranne i wieczorne, rozmawiali na temat problemów życia wewnętrznego. Kalinowski uczył młodego Czartoryskiego matematyki, fizyki, geografii, literatury polskiej oraz filozofii chrześcijańskiej; czytali także żywoty świętych. Plany umieszczenia, za radą Kalinowskiego, Augusta Czartoryskiego w kolegium jezuickim w Vaugirard pod Paryżem upadły, gdy w lutym 1875 roku młody książę zapadł na gruźlicę; wspólnie z Kalinowskim udali się do miejscowości Mentona nad Morzem Śródziemnym, gdzie klimat był korzystniejszy. Krążyli między Paryżem, Sieniawą a Mentoną, byli także w Davos. Gdy August Czartoryski postanowił poświęcić się Bogu, Kalinowski uznał swoją pracę za skończoną i na wiosnę 1877 roku zrezygnował z wychowywania księcia, ale jako że nie było dlań zastępstwa, towarzyszył mu jeszcze do lipca.
Choć Czartoryscy traktowali go jak członka rodziny, szanowali go za doświadczenia powstańcze i zesłańcze oraz za pobożność, prawość i praktykowanie miłości bliźniego, Kalinowski nie czuł się zbyt dobrze przebywając w Paryżu i stykając się z polską arystokracją z powodu swego zamiłowania do samotnictwa, męczyło go stałe przebywanie z domownikami, uważał, że jego maniery i obycie są niewystarczające dla arystokratycznego towarzystwa.

### Życie zakonne
Józef Kalinowski myślał o wstąpieniu w stan duchowny od czasu, gdy został aresztowany przez Rosjan za udział w powstaniu styczniowym, i od tamtej pory nie rozstawał się z tą myślą. Choć początkowo planował wstąpić do kapucynów, pod wpływem siostry Marii Ksawery od Jezusa, czyli Marii Witoldowej Czartoryskiej z domu Grocholskiej, siostry Władysława Czartoryskiego i ciotki swego wychowanka, a także Izabelli Działyńskiej, wybrał ostatecznie zakon karmelitański. Już w 1876 roku Kalinowski zwrócił się listownie do prowincjała karmelitów w Austrii z prośbą o podanie warunków przyjęcia do nowicjatu.
5 lipca 1877 roku Kalinowski zamieszkał w klasztorze zakonnym karmelitów w Grazu, w prowincji austro-węgierskiej. 26 listopada tegoż roku rozpoczął nowicjat i odbyły się jego obłóczyny; wonczas Józef Kalinowski przyjął imię Rafała od św. Józefa. Nowicjat, którego mistrzem był dawny wojskowy o. Terezjusz, wymagał podejmowania wielu praktyk ascetycznych, św. Rafał oceniał, że było to bardziej wymagające doświadczenie od zesłania. 26 listopada 1878 roku złożył pierwsze śluby zakonne, a następnie odbył trzyletnie studia teologiczno-filozoficzne w zakonnym kolegium położonym w Györ na Węgrzech. W 1880 roku uzyskał zwolnienie z poddaństwa rosyjskiemu carowi i został obywatelem Galicji. 27 listopada 1881 roku złożył śluby wieczyste na ręce generała Zakonu Karmelitów Bosych i dzień później wyjechał do klasztoru w Czernej pod Krakowem. 6 stycznia 1882 roku Kalinowski otrzymał z rąk biskupa Albina Dunajewskiego święcenie subdiakonatu, dwa dni później – diakonatu, a 9 dni później – święcenia kapłańskie.
Carat zlikwidował wszystkie klasztory karmelitańskie na obszarach I Rzeczypospolitej, jedyną istniejącą placówką był klasztor w Czernej. Nie było kontaktów z kierownictwem zakonu i nie przyjmowano nowych kandydatów, a zakonnicy byli starzy i schorowani. Gdy św. Rafał przybył do Czernej, w klasztorze było jedynie trzech Polaków oraz Austriak, Belg i Francuz.
W kilka miesięcy po święceniach został wybrany trzecim dyskretem (doradcą przeora) klasztoru w Czernej, a następnie, przez definitorium generalne, socjuszem magistra nowicjuszy. Trzeciemu zakonowi karmelitańskiemu w Łobzowie służył również jako kierownik duchowy 29 listopada 1882 roku, pomimo braku wymaganego na to stanowisko stażu zakonnego, został wybrany przeorem jedynego na ziemiach polskich klasztoru karmelitańskiego. 15 sierpnia 1884 roku został mianowany wizytatorem klasztoru karmelitanek w Krakowie. Od 1885 roku był spowiednikiem dla sióstr karmelitanek z klasztoru przy ul. Łobzowskiej w Krakowie. W kwietniu 1885 roku kapituła generalna w Linzu zakonu wybrała go na czwartego definitora prowincji austro-węgierskiej (w 1897 został trzecim definitorem, a w 1903 – drugim). W 1888 roku po raz kolejny został przeorem klasztoru karmelitańskiego w Czernej i wówczas podjął starania o wyremontowanie budynków klasztornych. W 1894 roku został wybrany przeorem klasztoru w Czernej po raz trzeci i ostatni.
Rafał Kalinowski, studiując dzieje karmelitów, doszedł do przekonania, że o rozwoju danego zakonu decydują nowe powołania zakonne, dlatego też postanowił postawić nowy klasztor ze szkołą i internatem, w którym młodzi chłopcy mogliby od wczesnego wieku przyswajać sobie karmelitańską pobożność. Uzyskał dla tego celu poparcie generała karmelitów, o. Hieronima Marię Gottiego, a także biskupa Albina Dunajewskiego i Stolicy Apostolskiej. Nowy klasztor miał stanąć w Wadowicach. W 1892 roku, choć budowa fundamentów kościoła i klasztoru dopiero ruszała, został wybrany przeorem wadowickiego klasztoru i był nim do 1894. Urząd ten sprawował również w latach 1897–1898 oraz 1906–1907.
W 1899 roku został wikariuszem prowincjała i wizytatorem wszystkich klasztorów karmelitanek bosych w Galicji. W 1899 roku został wikariuszem prowincjonalnych wszystkich galicyjskich klasztorów karmelitanek bosych. W latach 1899–1900 był wikariuszem prowincji klasztorów karmelitanek bosych w Galicji. W 1900 roku został wybrany na delegata na kapitułę prowincjonalną w Linzu, ale nie mógł w niej wziąć udziału z powodu choroby. W 1903 roku zaczął pisać Wspomnienia, swoją autobiografię obejmującą życie świeckie z lat 1835–1877. Poświęcał się też pracy naukowej, pisał na temat dziejów polskich karmelitanek bosych, badał życie, działalność i kult m. Teresy Marchockiej. Przełożył także wiele dzieł religijnych z języka francuskiego na polski. W 1906 roku ponownie został przeorem klasztoru w Wadowicach.
Kalinowski nie miał uzdolnień ku kaznodziejstwu (miał braki w uzębieniu, był nieśmiały i zacinał się), ale był cenionym spowiednikiem charakteryzującym się niezwykłą intuicją i dążącym do wzbudzenia skruchy w penitencie, nieraz spowiadał po kilkanaście godzin. Sam spowiadał się kilka razy na tydzień i prawie codziennie odprawiał drogę krzyżową.
Św. Rafał Kalinowski spędził w zakonie 30 lat. Był słabego zdrowia, często chorował, prawdopodobnie był też gruźlikiem. Przed śmiercią obawiał się długiego czyśćca. Zmarł 15 listopada 1907 roku w wadowickim klasztorze karmelitów o godzinie 8 rano. Został pochowany w grobie ziemnym na czerneńskim cmentarzu przyklasztornym. W 1937 roku, w związku z toczącym się procesem beatyfikacyjnym, jego szczątki przeniesiono do kaplicy św. Jana od Krzyża w czerneńskim klasztorze.

## Tablica przodków
| Tablica rodowodowa                                                   |                                                                                     |                                                                                     |
| Dziadkowie                                                           | Jerzy Kalinowski h. Kalinowa Dorota Kułakowska h. Kościesza                         | Józef Połoński Karolina NN                                                          |
| Rodzice                                                              | Andrzej Kalinowski h. Kalinowa (10.12.1805–24.03.1878) Józefa Połońska (~1800–1835) | Andrzej Kalinowski h. Kalinowa (10.12.1805–24.03.1878) Józefa Połońska (~1800–1835) |
| św. Rafał Józef Kalinowski OCD herbu Kalinowa (1.09.1835–15.11.1907) |                                                                                     |                                                                                     |

## Osoba
Był konserwatystą, krytykował samowładztwo carów i warcholstwo dawnej polskiej szlachty. Lubił język rosyjski, zdarzało mu się wtrącać do polszczyzny rusycyzmy i pisać po francusku grażdanką. Był przekonany o równości kobiety i mężczyzny, uważał kobiety za istoty rozważniejsze od mężczyzn, i sądził, że ich obecność wpływa na mężczyzn uszlachetniająco. Posługiwał się językiem polskim, francuskim, rosyjskim, łacińskim, niemieckim, angielskim, włoskim i hiszpańskim. Bolał nad rozłamami na łonie chrześcijaństwa i żywił nadzieję na jedność Kościoła. Przez ponad 20 lat przyjaźnił się ze św. Albertem Chmielowskim i często gościł go w Czernej.

## Kult

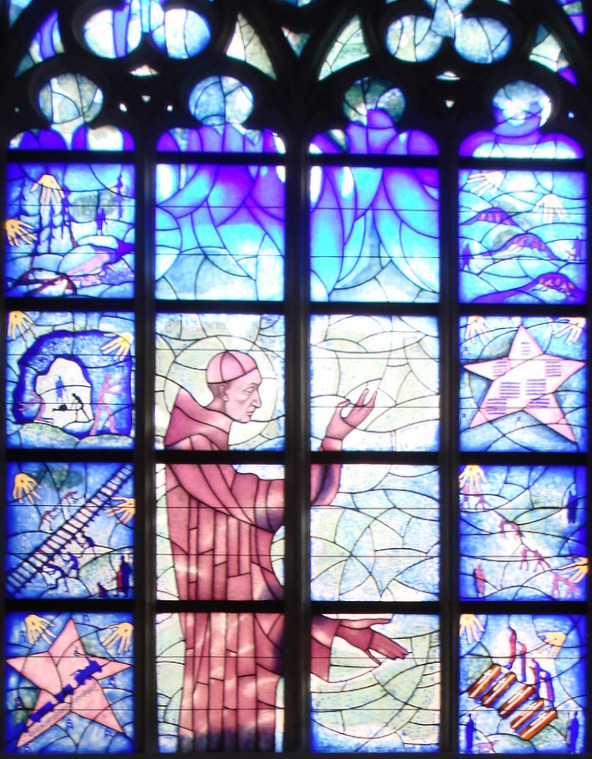
Święty Rafał Kalinowski na witrażu w bazylice św. Elżbiety we Wrocławiu

Rafał Kalinowski jest pierwszym karmelitą kanonizowanym po św. Janie od Krzyża. Szerzył duchowość karmelitańską. Ożywienie zakonu karmelitańskiego w Polsce było owocem pracy świętego. Wśród biografów Kalinowskiego istnieje zgoda, że święty karmelita stał się faktycznym odnowicielem zakonu karmelitańskiego w Polsce. Od lat 80. XIX wieku Kalinowski był uważany za świętego. W 1863 roku Jakub Gieysztor stwierdził, iż jeszcze wówczas niepraktykujący Józef Kalinowski nadaje się bardziej na biskupa, niżeli dowódcę wojskowego. Kalinowski nie został skazany na karę śmierci za udział w powstaniu styczniowym między innymi dlatego, że Murawiew został przekonany przez jednego ze swoich podwładnych, iż skazanie osoby uważanej przez Polaków za świętą sprawi, że stanie się on w ich oczach męczennikiem. Na zesłaniu sybiracy rzekomo stosowali inwokację litanijną zawierającą słowa „Przez modlitwy Kalinowskiego wysłuchaj nas Panie!”. Gdy władze carskie usunęły z Usoli duchownych, w sprawach duchowych zesłańcy zwracali się do Kalinowskiego.

### Wyniesienie na ołtarze

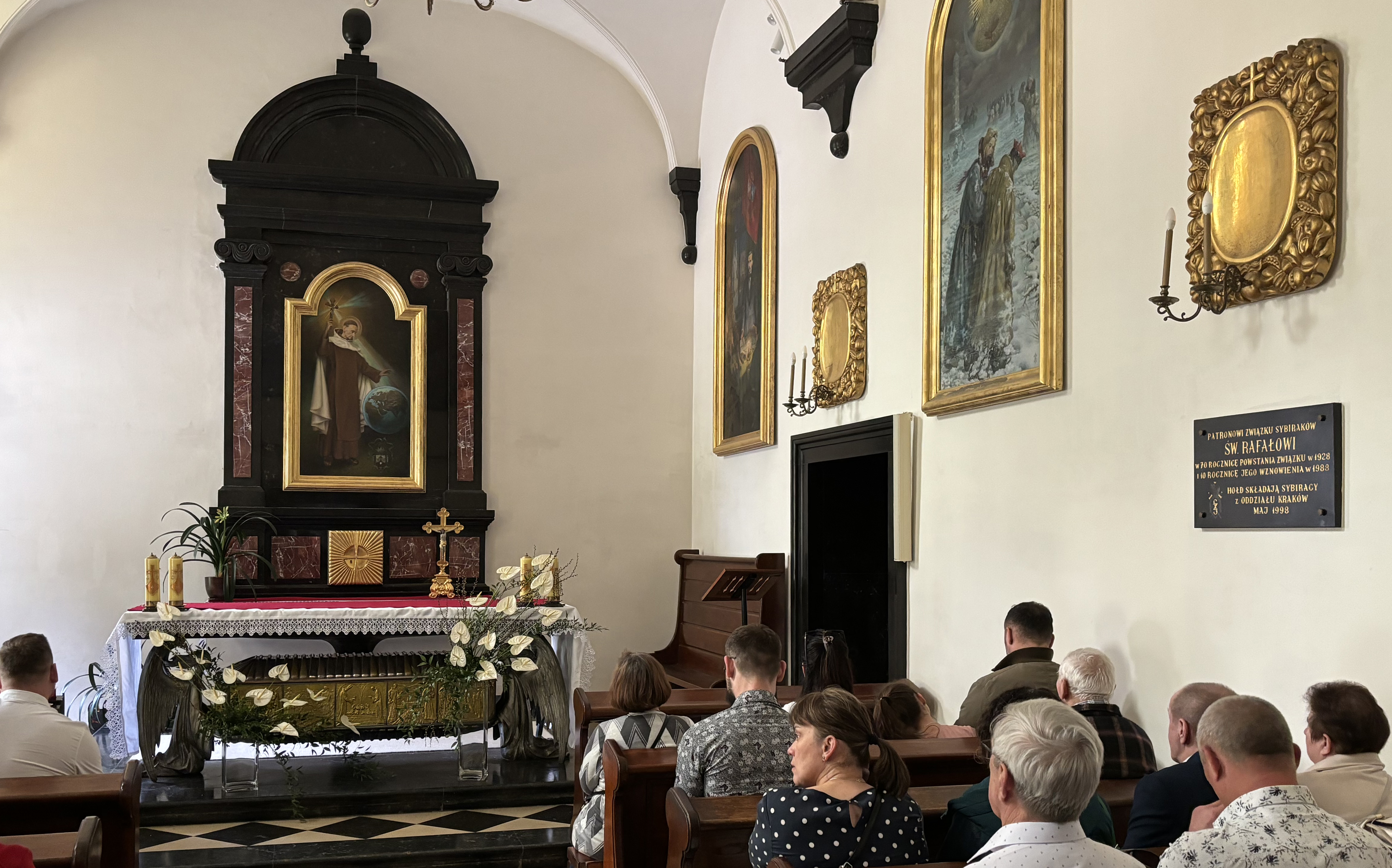
Kaplica z relikwiami św. Rafała Kalinowskiego w klasztorze w Czernej

W 1927 roku polscy karmelici bosi postanowili podjąć starania o rozpoczęcie procesu informacyjnego, będącego pierwszym etapem procesu kanonizacyjnego, co zaaprobowano przez kapitułę generalną zakonu w 1931 roku. Proces kanonizacyjny formalnie otwarto 5 maja 1934 roku w Krakowie, przesłuchano 89 osób, w większości świadków naocznych. 18 października 1937 roku dokonano ekshumacji szczątków. Gdy proces informacyjny został w styczniu 1938 roku zakończony na szczeblu diecezjalnym, akta procesu trafiły do watykańskiej Kongregacji Obrzędów. 4 kwietnia 1943 roku papież Pius XII podpisał dekret Non obstat. 25 września 1953 roku w Krakowie otwarto proces apostolski super virtutibus et miraculis in specie z udziałem 47 świadków, a zamknięto w dniu 20 października 1956 roku.
Po 6-letniej weryfikacji dokumentów procesu, 5 października 1962 roku Kongregacja Obrzędów stwierdziła ważność wszystkich dotychczas przeprowadzonych etapów. 11 października 1980 roku papież Jan Paweł II podpisał dekret o heroiczności cnót Rafała Kalinowskiego. 22 czerwca 1983 roku Rafał Kalinowski został beatyfikowany przez Jana Pawła II na krakowskich Błoniach, a 17 listopada 1991 roku w Rzymie – kanonizowany. Za cud konieczny do beatyfikacji uznano całkowite uzdrowienie ks. Władysława Misia z powodującego ciągły ból uszkodzenia drugiego kręgu kręgosłupa, natomiast do kanonizacji – szybkie, kompletne i trwałe uzdrowienie 7-letniego Aleksandra Romana, który uległ poważnemu wypadkowi samochodowemu, po którym lekarze nie dawali chłopcu szans na przeżycie.
W Kościele katolickim obchodzi się wspomnienie liturgiczne w dies natalis, 15 listopada, u karmelitów także 19 listopada, natomiast w polskim Kościele – 20 listopada; wspomnienie ma rangę wspomnienia obowiązkowego.

## Upamiętnienie
W 100. rocznicę śmierci Rafała Kalinowskiego Senat RP wydał uchwałę, w której osobę świętego uznano za wzór patrioty, oficera, inżyniera, wychowawcy i kapłana.
Rafał Kalinowski jest patronem Sybiraków, oficerów, żołnierzy, kolejarzy, inżynierów, diecezji sosnowieckiej także osób przeżywających sprawy trudne lub beznadziejne. Jest też patronem Saperów w Ordynariacie Polowym WP. Od 22 listopada 2005 r. patronuje Zespołowi Szkół Nr 1 w Krakowie z Technikum Komunikacyjnym nr 25 w Krakowie. Jego imieniem nazwano tunel drogowy pod dworcem kolejowym w Krakowie.
W 2022 r. Poczta Polska wyemitowała upamiętniający Kalinowskiego znaczek pocztowy w dwóch wariantach o łącznym nakładzie 144 tys. sztuk i nominale 3,90 zł.

## Twórczość
- Wspomnienia 1835–1877
- Listy (pełny zbiór korespondencji Rafała Kalinowskiego z lat 1856–1907)
- Świętymi bądźcie
- Kartki z księgi mojego życia
- Maryja zawsze i we wszystkim (1901)
- Myśli i słowa
- Klasztory karmelitanek bosych w Polsce, na Litwie i Rusi. Ich początek, rozwój i tułactwo w czasie rozruchów wojennych w XVII wieku. Rzecz osnuta na kronikach klasztornych (1900–1904)
- Żywot wielebnej Matki Teresy od Pana Jezusa Marchockiej, klasztorów karmelitów bosych we Lwowie i Warszawie fundatorki (1901)
- Cześć Matki Boskiej w Karmelu polskim (1905)